# Hospital Playlist
Hospital Playlist (슬기로운 의사생활?, Seulgiro-un uisasaenghwalLR; lett. "La vita saggia del medico") è una serie televisiva sudcoreana trasmessa su tvN dal 12 marzo 2020 al 16 settembre 2021. È il secondo capitolo del franchise Wise Life (Seulgiro-un) dopo Prison Playbook (2017-2018). Internazionalmente è distribuita da Netflix.

## Trama
La serie segue le vicende di Lee Ik-jun, Ahn Jeong-won, Kim Jun-wan, Yang Seok-hyeong e Chae Song-hwa, cinque medici quarantenni presso il Centro medico Yulje, amici sin dai tempi della scuola di medicina.

## Personaggi e interpreti
- Lee Ik-jun, interpretato da Jo Jung-suk
- Ahn Jeong-won/Andrea, interpretato da Yoo Yeon-seok
- Kim Jun-wan, interpretato da Jung Kyung-ho
- Yang Seok-hyeong, interpretato da Kim Dae-myung
- Chae Song-hwa, interpretata da Jeon Mi-do

## Produzione
La serie, la cui sceneggiatura ha richiesto quattro anni, è stata annunciata a gennaio 2019. Per rispettare la legge sudcoreana sul lavoro che prevede al massimo 52 ore settimanali e consentire il riposo dello staff, è stato trasmesso un solo episodio alla settimana anziché due come avviene solitamente per le serie sudcoreane. Le riprese della prima stagione sono durate da ottobre 2019 ad aprile 2020, mentre quelle della seconda stagione da gennaio a settembre 2021.
Hospital Playlist è stata sviluppata per durare tre stagioni, ma al termine della seconda il regista Shin Won-ho ha dichiarato che il futuro della serie era incerto a causa della stanchezza e di altri problemi non precisati.
Il 20 settembre 2023 è stato annunciato uno spin-off incentrato su una studentessa di ginecologia e ostetricia (interpretata da Go Youn-jung), Resident Playbook.